# Gymnosporia salicifolia
Gymnosporia salicifolia är en benvedsväxtart som beskrevs av M. Laws. Gymnosporia salicifolia ingår i släktet Gymnosporia och familjen Celastraceae. Inga underarter finns listade.